# Lupta de la Orlat (1916)
Lupta de la Orlat a fost o acțiune militară de nivel tactic, desfășurată pe Frontul Român, în timpul campaniei din anul 1916 a participării României la Primul Război Mondial. Ea s-a desfășurat în perioada 9/22 septembrie 1916  și a avut ca rezultat un rezultat indecis, în ea fiind angajate forțe române din Divizia 13 Infanterie română și forțe ale Puterilor Centrale din Divizia 187 Infanterie germană. A făcut parte din acțiunile militare care au avut loc în bătălia de la Sibiu.:p. 262

## Comandanți

### Comandanți români
- General Constantin Manolescu

### Comandanți ai Puterilor Centrale
- General Edwin Sunkel